# 崔宗建
崔 宗建（崔 鍾建、チェ・ジョンゴン、朝鮮語: 최종건、1933年10月9日 - ）は、朝鮮民主主義人民共和国の政治家。平安北道人民委員会委員長、都市経営相、都市経営・国土環境保護相などを歴任した。

## 経歴
1933年に生まれた。出生地は不明。ソ連に留学し、1987年に化学工場建設連合企業所技師長に任命された。1992年には首都建設指揮部参謀長に転じ、1994年7月8日に金日成主席が死去すると国家葬儀委員会委員に選ばれた。1997年9月に都市経営副部長に任命された。1998年9月には最高人民会議第10期代議員に選出され、新たに設置された都市経営・国土環境保護相に任命された。1999年4月に都市経営・国土環境保護省が都市経営省と国土環境保護省に分割された際には都市経営相に任命された。2008年に都市経営相を解任され、2010年6月に平安北道人民委員会委員長に任命され、2016年まで務めた。

## 参考サイト
- 북한정보포털

| 先代朴京三 | 平安北道人民委員会委員長2010年 - 2016年 | 次代鄭京日 |

| 先代改編 | 都市経営相1999年 - 2008年 | 次代黄鶴元 |

| 先代改編 | 都市経営・国土環境保護相1998年 - 1999年 | 次代改編 |